# Line Amselem
Pour les articles homonymes, voir Amsalem.
Line Amselem, née en 1966 à Paris, est une universitaire, écrivaine et traductrice française.
Spécialiste de la littérature du Siècle d'or espagnol, elle enseigne à l'université polytechnique Hauts-de-France.

## Biographie
Line Amselem naît en 1966 à Paris, de parents judéo-espagnols marocains émigrés en France.
Agrégée d'espagnol, elle est maître de conférences à l'université polytechnique Hauts-de-France, spécialiste de la littérature espagnole des XVIe et XVIIe siècles. Auteur d'une thèse de doctorat sur le personnage de Marie Madeleine au Siècle d'or, elle a notamment traduit en français plusieurs œuvres de Federico García Lorca, auquel elle a consacré un ouvrage.
Elle est par ailleurs l'auteur d'un roman autobiographique, paru en 2006 et intitulé Petites Histoires de la rue Saint-Nicolas, du nom de la rue parisienne où elle a grandi, (également publié en espagnol et en italien en 2012).
Line Amselem anime, depuis 2012, un atelier de haketia au sein de l'Institut Cervantes de Paris et milite pour la préservation de cette langue parlée par les Juifs du Maroc. Elle participe en 2022 au documentaire Des mots qui restent de Nurith Aviv, qui propose des témoignages de locuteurs de langues juives menacées de disparition. Elle présente, en outre, une émission sur Radio Sefarad appelée « Rendez-vous en français avec Line Amselem ».

## Publications

### Œuvres de Line Amselem
- Petites Histoires de la rue Saint-Nicolas, Paris, Allia, 2006, 192 p. (ISBN 978-2844852182). Publié en espagnol sous le titre (es) Pequeñas historias de la calle Saint-Nicolas, Saragosse, Xordica, 2012, 232 p. (ISBN 978-8496457706). Publié en italien sous le titre (it) Piccole Storie di Rue Saint-Nicolas, Gênes, Il Canneto Editore, 2012, 180 p. (ISBN 978-8896430309).
- À la rencontre de Federico García Lorca, Escalquens, Oxus, 2013, 142 p. (ISBN 978-2848981529).

### Traductions de Line Amselem
- Anonyme (trad. de l'espagnol), Incitation à l'amour de Dieu, Paris, Allia, 2001, 121 p. (ISBN 978-2844850683).
- Lope de Vega (trad. de l'espagnol), Soliloques amoureux d'une âme à Dieu, Paris, Allia, 2006, 81 p. (ISBN 978-2844852199).
- Thérèse d'Avila (trad. de l'espagnol), Je vis mais sans vivre en moi-même, Paris, Allia, 2008, 138 p. (ISBN 978-2844852724).
- Nuria Amat (trad. de l'espagnol), Nous sommes tous Kafka, Paris, Allia, 2008, 238 p. (ISBN 978-2844852885).
- Federico García Lorca (trad. de l'espagnol), Jeu et théorie du duende, Paris, Allia, 2008, 63 p. (ISBN 978-2844852779).
- Federico García Lorca (trad. de l'espagnol), Las Nanas infantiles, Paris, Allia, 2009, 70 p. (ISBN 978-2844853103). Réédité sous le titre Les Berceuses, Paris, Allia, 2018, 80 p. (ISBN 979-1030408232).
- Federico García Lorca (trad. de l'espagnol), Complaintes gitanes, Paris, Allia, 2013, 110 p. (ISBN 9782844859310).
- Federico García Lorca (trad. de l'espagnol), Le Cante jondo, Paris, Allia, 2020, 93 p. (ISBN 979-1030412666).

### Thèse de doctorat
- Line Amselem (sous la direction d'Augustin Redondo), Le personnage de Marie-Madeleine au Siècle d'or : iconographie et littérature (thèse de doctorat en études ibériques), Paris, Université Sorbonne-Nouvelle, 1998, 826 p. (SUDOC 088286258, présentation en ligne).

## Filmographie
- 2022 : Des mots qui restent de Nurith Aviv (témoignage).